# Klaus Schütz

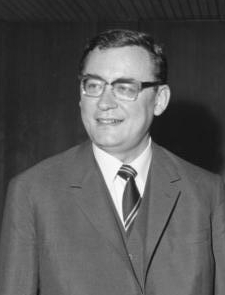
Klaus Schütz

Klaus Schütz (17 de septiembre de 1926 - 29 de noviembre de 2012) fue un político alemán del Partido Socialdemócrata (SPD).
Schütz nació en Heidelberg. Fue alcalde de Berlín occidental de 1967 a 1977, sirviendo como presidente del Bundesrat entre 1967 y 1968.  Después de su renuncia, se desempeñó como embajador alemán en Israel hasta 1981 y como director general de la emisora Deutsche Welle desde 1981 hasta 1987. También fue presidente de la Cruz Roja Alemana.
Falleció a los 86 años de edad el 29 de noviembre de 2012 en Berlín, víctima de neumonía.